# Эластичность спроса по доходу
Эластичность спроса по доходу (англ. income elasticity of demand) — показатель процентного изменения спроса на какой-либо товар в результате изменения дохода потребителя.

## Определение
Эластичность спроса по доходу — показатель процентного изменения спроса на какой-либо товар или услугу в результате изменения дохода потребителя. Показатель эластичности спроса по доходу {\displaystyle E_{I}^{D}} определяется отношением относительного изменения объёма спроса {\displaystyle \Delta Q} на товар {\displaystyle X} к относительному изменению дохода {\displaystyle \Delta I} потребителя рассчитывается как:
{\displaystyle E_{I}^{D}={\frac {\Delta Q_{X}/Q_{X}}{\Delta I/I}}={\frac {\Delta Q_{X}}{\Delta I}}{\frac {I}{Q_{X}}}},
где {\displaystyle D} — это верхний индекс спроса, {\displaystyle Q_{X}} — количество купленного товара {\displaystyle X}, {\displaystyle I} — доход потребителя.
Эластичность спроса по доходу в конкретной точке:
{\displaystyle E_{I}^{d}=Q'_{d}(I){\frac {I}{Q}}},
где {\displaystyle E_{I}^{d}} — эластичность спроса по доходу, {\displaystyle Q'_{d}(I)} — производная функции спроса (производная по доходам), {\displaystyle I} —доход субъекта спроса, {\displaystyle Q} — количество купленного товара

## Значения
Когда коэффициент эластичности спроса по доходу отрицателен {\displaystyle E_{I}^{D}<0}, то товар или услуга называется низкокачественным (инфериорным), а падение спроса на этот товар или услугу определяется ростом дохода потребителя.
Когда коэффициент эластичности спроса по доходу нулевой {\displaystyle E_{I}^{D}=0}, то товар или услуга называется нейтральным, а рост спроса на этот товар или услугу не определяется ростом дохода. Нет прямой зависимости между потреблением этого блага и изменением дохода потребителя.
Когда коэффициент эластичности спроса по доходу положителен {\displaystyle E_{I}^{D}>0}, то товар или услуга называется нормальным, а рост спроса на этот товар или услугу определяется ростом дохода потребителя.
Когда коэффициент эластичности спроса по доходу положителен, но меньше единицы {\displaystyle 0<E_{I}^{D}<1}, то товар или услуга называется товаром первой необходимости, а спрос на этот товар растёт медленнее роста доходов и имеет предел насыщения. Объём спроса изменяется на меньший процент, чем доход.
Когда коэффициент эластичности спроса по доходу положителен, равен единице {\displaystyle E_{I}^{D}=1}, то товар или услуга называется товаром второй необходимости, а спрос на товары или услуги растёт в меру роста доходов потребителя.
Когда коэффициент эластичности спроса по доходу положителен, больше единицы {\displaystyle E_{I}^{D}>1}, то товар или услуга называется предметом роскоши, а спрос на товары или услуги опережает рост доходов потребителя. Объём спроса изменяется на больший процент, чем изменяется доход.

## Факторы

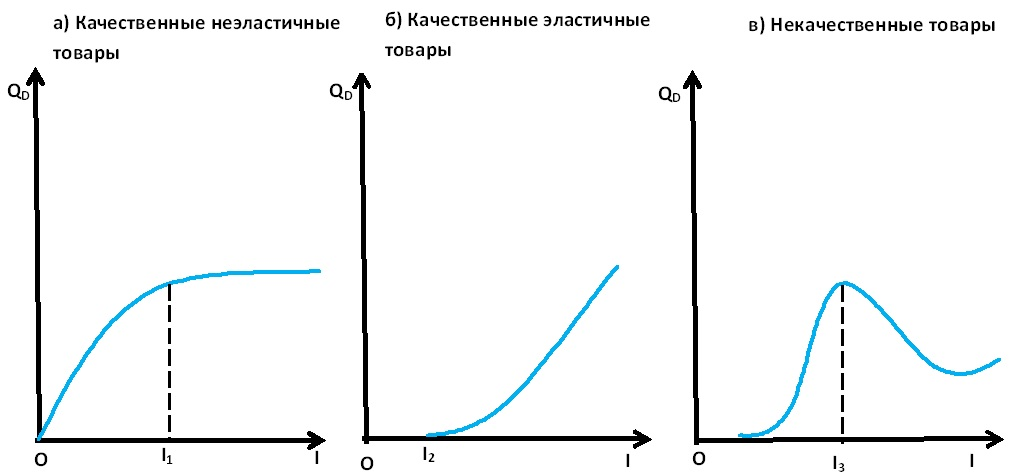
Эластичность спроса по доходу

Эластичность спроса по доходу зависит от следующих факторов:
Значимость товара или услуги для бюджета семьи, когда, чем выше потребность товара для нужд семьи, тем меньше его эластичность.
Потребность товара или услуги, когда для потребителей с разным уровнем дохода (или для одного и того же потребителя при изменяющемся уровне его дохода) одни и те же товары и услуги могут оказаться предметами роскоши или товарами первой необходимости. Вышеприведённая классификация товаров и услуг не совпадает с классификацией потребностей по Маслоу по их очередности, так как потребности существуют и удовлетворяются комплексно и никакой очередности не имеют.
Консерватизм спроса, когда при росте дохода потребитель не сразу переходит на потребление более дорогих товаров и услуг.
На рисунке а) «Эластичность спроса по доходу» спрос на неэластичные товары и услуги увеличиваются с ростом дохода потребителей до определённого уровня {\displaystyle I_{1}}, когда спрос на эти товары и услуги начинают уменьшаться. На рисунке б) «Эластичность спроса по доходу» спрос на эластичные товары и услуги до некоторого уровня дохода {\displaystyle I_{2}} отсутствует, а затем растет с ростом дохода потребителя. На рисунке в) «Эластичность спроса по доходу» спрос на некачественные товары и услуги вначале растёт, но с уровня дохода {\displaystyle I_{3}} начинает сокращаться.

## Использование
Согласно К. Р. Макконнеллу и С. Л. Брю, отрасли, имеющие высокую положительную эластичность по доходу, имеют больший вклад в экономику, чем их доли в структуре экономике. А отрасли, имеющие малые положительные или отрицательные коэффициенты эластичности спроса по доходу, испытывают трудности и могут начать сокращать своё производство.
Коэффициенты эластичности спроса по доходу являются инструментами для оценки будущих поступлений от налогообложения. Так, оценивая влияние от увеличения налога (или акцизов) на товары или услуги, принимается значение эластичности спроса на данные товары или услуги, будет ли сокращена налогооблагаемая база.